# Elk Mound (Wisconsin)
Elk Mound – miasto w Stanach Zjednoczonych, w stanie Wisconsin, w hrabstwie Dunn.